# Gordon G. Chang
Gordon Guthrie Chang (em chinês: 章家敦; nascido em 5 de julho de 1951) é um advogado e propagandista político americano conhecido por sua retórica agressiva em relação à China. Ele é o autor do livro "The Coming Collapse of China", de 2001, no qual previu o colapso da China até 2011. Em dezembro de 2011, ele alterou a previsão do colapso para 2012.
Em 1976, Chang se formou na Faculdade de Direito de Cornell. Em seguida, morou na China continental e em Hong Kong por quase duas décadas, onde trabalhou como sócio e consultor jurídico nos escritórios de advocacia Baker & McKenzie e Paul, Weiss, Rifkind, Wharton & Garrison LLP.

## Infância e educação
Chang nasceu em Nova Jérsei, filho de pai chinês e mãe americana de ascendência escocesa. Seu pai é de Rugao, Jiangsu, China.
Em 1969, Chang se formou na Columbia High School em Maplewood, Nova Jérsei, onde foi presidente de turma no último ano. Quatro anos depois, formou-se na Universidade Cornell, onde foi colunista do The Cornell Daily Sun e membro da sociedade Quill and Dagger. Em 1976, Chang se formou em Direito pela Faculdade de Direito de Cornell.

## Carreira
Chang viveu e trabalhou na China continental e em Hong Kong por quase duas décadas, mais recentemente em Xangai, como consultor jurídico do escritório de advocacia Paul Weiss, e anteriormente em Hong Kong, como sócio do escritório de advocacia Baker & McKenzie. Chang foi eleito duas vezes como membro do conselho estudantil da Universidade Cornell (1971-1973 e 1974-1976).

### Comentarista
Seus artigos foram publicados no The New York Times, The Wall Street Journal, The Daily Beast, International Herald Tribune, Commentary, National Review e Barron's, entre outros. Ele também apareceu na CNN, Fox News, MSNBC, CNBC, PBS, Bloomberg Television e outras emissoras, bem como no The Daily Show com Jon Stewart.
Chang é editor colaborador do 19FortyFive, membro do conselho consultivo do Global Taiwan Institute, e membro do Conselho de Administração da Conservative Political Action Conference.

#### China
Chang fez inúmeras previsões sobre o colapso iminente do governo chinês e a queda do Partido Comunista desde 2001, incluindo os anos específicos. No livro "The Coming Collapse of China", de 2001, Chang insistiu que o governo entraria em colapso em 2011. Quando 2011 estava quase no fim, ele admitiu que sua previsão estava errada, mas afirmou que havia errado por apenas um ano e escreveu na revista Foreign Policy que "Em vez de 2011, o poderoso Partido Comunista da China cairá em 2012. Aposte nisso". Consequentemente, ele fez parte das "10 piores previsões do ano" da Foreign Policy duas vezes consecutivas, quando suas previsões se provaram erradas novamente.
Chang afirmou que a China não está tentando competir com os Estados Unidos dentro da ordem vestfaliana, mas sim derrubar essa ordem por completo. Em seu livro "The Great U.S.–China Tech War" (2020), Chang postula que a China e os Estados Unidos estão envolvidos numa "guerra fria da tecnologia", com o vencedor sendo capaz de dominar o século XXI.
Segundo Chang, os estudantes chineses nos Estados Unidos são controlados pelo regime autoritário da China. Ele afirmou que os estudantes chineses "se tornaram o braço longo do autoritarismo" e coletam informações para o regime chinês.
Em 2011, Chang afirmou que a China era a "nova bolha das pontocom" e acrescentou que o rápido crescimento chinês era contrariado por vários fatores internos, incluindo a queda no crescimento populacional e a desaceleração das vendas no varejo. Em outra entrevista, ele observou que a China alcançou seu superávit comercial de 149,2% com os Estados Unidos "mentindo, trapaceando e roubando" e que, se a China decidisse concretizar sua ameaça, expressa desde agosto de 2007, de vender seus títulos do Tesouro, isso prejudicaria sua própria economia, já que depende das exportações para os Estados Unidos. A economia americana seria prejudicada por uma liquidação de títulos do Tesouro, o que levaria os EUA a comprar menos da China, o que, por sua vez, prejudicaria a economia chinesa.
Em um artigo de 2022 para o Gatestone Institute, Chang sugeriu que Taiwan poderia dissuadir a RPC ameaçando com um ataque com mísseis convencionais à Hidrelétrica das Três Gargantas e sinalizando que está "preparado para tirar centenas de milhões de vidas de chineses" afogando a população a jusante da barragem. Isso teria "o impacto de um ataque nuclear". Chang acredita que os Estados Unidos deveriam ajudar Taiwan a fabricar mais mísseis com tais capacidades.

#### Outras visões
Em "Nuclear Showdown: North Korea Takes on the World" (2006), Chang afirma que é mais provável que a Coreia do Norte tenha como alvo o Japão, e não a Coreia do Sul. Ele também afirma que as ambições nucleares norte-coreanas poderiam ser frustradas se houvesse uma diplomacia multinacional coordenada, com alguns "limites à paciência" apoiados pela ameaça de uma guerra total na Coreia.
Chang frequentemente criticava o mandato do presidente sul-coreano Moon Jae-in como "perigoso" e dizia que Moon deveria ser considerado "agente da Coreia do Norte". Chang também afirmou que Moon Jae-in está "subvertendo a liberdade, a democracia e a Coreia do Sul".
Durante a pandemia de COVID-19, Chang elogiou os EUA, alegando que o país agiu "muito, muito rapidamente" em resposta à epidemia. No que a revista The New Yorker descreveu como o discurso "mais descontrolado" da CPAC 2023, Chang alegou que o governo chinês havia "espalhado deliberadamente [a COVID-19] para além de suas fronteiras, para os Estados Unidos e para o mundo". Ele também afirmou, em relação à segunda onda de COVID-19 na Índia, que "é inteiramente possível que [a China] tenha liberado outro patógeno". Ele também alegou que a China "provavelmente planejava lançar um patógeno" de um laboratório ilegal na Califórnia. No entanto, uma investigação federal sobre o laboratório em questão não fundamentou essas alegações, e determinou que ali não estava se tentando fabricar armas biológicas, mas simplesmente cultivando células de anticorpos para produzir kits de teste para a Covid-19.
Em um artigo de opinião do Wall Street Journal de 2019, Chang afirmou que Donald Trump é "a única coisa que está entre nós e um mundo dominado pela China".